# Zeche Güldene Sonne
Die Zeche Güldene Sonne ist ein ehemaliges Steinkohlenbergwerk in Löttringhausen-Kirchhörde. Das Bergwerk war auch unter dem Namen Zeche Goldene Sonne bekannt. Das Zeche Güldene Sonne gehörte in der zweiten Hälfte des 19. Jahrhunderts zum Bergrevier Östlich Dortmund.

## Bergwerksgeschichte
Am 9. April des Jahres 1829 wurde ein Längenfeld verliehen. Am 2. Januar des Jahres 1835 wurde die Zeche in Betrieb genommen. Es musste eine Förderabgabe an die Zeche Glücksanfang entrichtet werden, da die Zeche Güldene Sonne den Schacht Markscheide der Zeche Glücksanfang für die Förderung mitbenutzte. Im selben Jahr wurde damit begonnen, einen eigenen Schacht mit dem Namen Schacht Eugenie zu teufen. Der Schacht wurde mit einem Pferdegöpel ausgerüstet. Im November desselben Jahres wurde mit dem Abbau begonnen. Im Jahr 1836 lag die Zeche in Ausbeute. Im Jahr 1840 ging Schacht Eugenie in Förderung. Im Jahr 1842 wurde der Schacht Eugenie bis zur Wiendahlsbänker Erbstollensohle tiefer geteuft. Am 15. März des Jahres 1845 wurde die Zeche Güldene Sonne stillgelegt. Im Jahr 1869 wurde die Zeche über der Stollensohle wieder in Betrieb genommen, dabei wurde der Maschinenschacht der Zeche Glücksanfang genutzt. Die Berechtsame umfasste die Längenfelder Güldene Sonne und Güldene Sonne 2. Im Jahr 1876 war die Zeche zunächst noch in Betrieb, im Laufe des Jahres wurde die Zeche Güldene Sonne endgültig stillgelegt. Im Jahr 1903 wurde das Grubenfeld der Zeche Gottessegen zugeschlagen.

## Förderung und Belegschaft
Die ersten Belegschafts- und Förderzahlen sind für das Jahr 1835 benannt, es wurden 6196 Scheffel Steinkohle gefördert. Im Jahr 1840 stieg die Förderung auf 111.224 Scheffel. Die maximale Förderung wurde im Jahr 1841 erbracht, mit 35 Bergleuten wurden 142.296 Scheffel, das sind umgerechnet etwa 7115 Tonnen, Steinkohle gefördert. Im Jahr 1845 sank die Förderung auf 13.668 Scheffel Steinkohle. Im Jahr 1869 wurden mit sieben Bergleuten 162 Tonnen Steinkohle gefördert und im darauffolgenden Jahr wurden mit neun Bergleuten 307 Tonnen Steinkohle gefördert. Im Jahr 1872 stieg die Förderung erneut an auf 2241 Tonnen, diese Förderung wurde von sieben Bergleuten erbracht. Die letzten bekannten Förder- und Belegschaftszahlen des Bergwerks stammen von 1874, in diesem Jahr wurden mit fünf Bergleuten 1460 Tonnen Steinkohle gefördert.

## Was geblieben ist
Eine Schachtpinge, die wahrscheinlich vom Schacht Eugenie stammt, ist eines der letzten Relikte der Zeche Güldene Sonne. Ein Vergleich mit der preußischen Uraufnahme legt dies nahe. Die Pinge ist besonders gut ausgeprägt und groß, sie ist wahrscheinlich vor kurzer Zeit nachgebrochen. In der Nähe der Schachtpinge befindet sich eine kleine Halde. Diese Halde wurde wahrscheinlich zur Ablagerung des aus dem Untertagebetrieb stammenden Abraums genutzt. Sowohl die Schachtpinge als auch die Halde befinden sich westlich der Blickstraße in einem Waldstück südlich der Autobahn A 45.